# ملقى
ملقى (بالألمانية: Geworfenheit) هو مفهوم قدمه الفيلسوف الألماني مارتن هايدغر (1889–1976) لوصف الوجود الفردي للبشر على أنه "مُلقى" (geworfen) في العالم.